# Meneou
Meneou (in greco Μενεού) è un comune di Cipro, situato nel distretto di Larnaca.